# منوگوزیورنی
منوگوزیورنی (به لاتین: Mnogoozyorny) یک منطقهٔ مسکونی در روسیه است که در سرزمین آلتای واقع شده‌است.